# Eurocup 2019-2020
L'Eurocup 2019-2020 (chiamata 7Days Eurocup per ragioni di sponsorizzazione) è stata la 18ª edizione del secondo torneo europeo di pallacanestro per club organizzato dall'Euroleague Basketball.
Iniziato il 1º ottobre 2019, il torneo è stato sospeso definitivamente dall'Euroleague Basketball il 25 maggio 2020 a causa della pandemia di COVID-19 in Europa. La stessa Euroleague Basketball ha deciso di non assegnare il titolo.

## Format competizione
Partecipano 24 squadre che vengono inserite in quattro gironi all'italiana da 6 squadre ciascuno. Le prime quattro di ciascun gruppo avanzano al turno successivo (denominato Top 16). Nella seconda fase le formazioni vengono divise in 4 gruppi di 4 squadre ciascuno. Le prime due classificate di ciascun gruppo avanzano alla fase finale ad eliminazione diretta. Le ultime due classificate di ciascun girone vengono eliminate. Quarti, semifinali e finale si giocano alla meglio delle tre partite.

## Squadre partecipanti
Le squadre partecipanti alla Regular season sono 24. L'Italia iscrive quattro squadre, Spagna, Francia, Turchia e Lega Adriatica iscrivono tre squadre ciascuna, Russia e Germania due, Grecia, Israele, Polonia e Lituania una. Sono previste inoltre quattro wild card.
| Regular season                   | Regular season             | Regular season                         | Regular season                  |
| -------------------------------- | -------------------------- | -------------------------------------- | ------------------------------- |
| Umana Reyer Venezia (1°)         | Partizan NIS Belgrado (4°) | Limoges CSP (WC)                       | UNICS Kazan' (3°)               |
| Dolomiti Energia Trento (6°)     | Unicaja Málaga (6°)        | Tofaş Bursa (3°)                       | Lokomotiv Kuban' Krasnodar (5°) |
| Segafredo Virtus Bologna (WC)    | Joventut Badalona (7°)     | Galatasaray Doğa Sigorta Istanbul (4°) | Promitheas Patras (2°)          |
| Germani Brescia Leonessa (WC)    | MoraBanc Andorra (10°)     | Darüşşafaka Tekfen Istanbul (WC)       | Maccabi Rishon LeZion (2°)      |
| Budućnost VOLI Podgorica (2°)    | AS Monaco (2°)             | EWE Baskets Oldenburg (3°)             | Rytas Vilnius (2°)              |
| Cedevita Olimpija Ljubljana (3°) | Nanterre 92 (4°)           | ratiopharm Ulm (6°)                    | Asseco Arka Gdynia (3°)         |

## Regular Season
Se due o più squadre al termine ottengono gli stessi punti, vengono classificate in base ai seguenti criteri:
1. Scontri diretti
2. Differenza punti negli scontri diretti
3. Differenza punti generale
4. Punti fatti
5. Somma dei quozienti di punti fatti e punti subiti in ogni partita

### Gruppo A
| Pos | Squadra                  | G  | V | P | PF  | PS  | DP   | Qualificazione          |       | VIR   | MBA   | ASM   | PRO    | RLZ   | ULM   |
| --- | ------------------------ | -- | - | - | --- | --- | ---- | ----------------------- | ----- | ----- | ----- | ----- | ------ | ----- | ----- |
| 1   | Segafredo Virtus Bologna | 10 | 8 | 2 | 846 | 791 | +55  | Qualificate alle Top 16 |       | —     | 87–72 | 77–75 | 88–75  | 96–77 | 92–91 |
| 2   | MoraBanc Andorra         | 10 | 7 | 3 | 853 | 766 | +87  | Qualificate alle Top 16 |       | 93–79 | —     | 95–68 | 81–91  | 84–61 | 97–78 |
| 3   | AS Monaco                | 10 | 6 | 4 | 763 | 732 | +31  | Qualificate alle Top 16 |       | 72–81 | 82–66 | —     | 80–59  | 77–75 | 82–65 |
| 4   | Promitheas Patras        | 10 | 6 | 4 | 771 | 751 | +20  | Qualificate alle Top 16 |       | 78–69 | 66–80 | 74–77 | —      | 88–77 | 82–77 |
| 5   | Maccabi Rishon LeZion    | 10 | 2 | 8 | 740 | 862 | −122 |                         |       | 79–85 | 67–86 | 77–72 | 55–88  | —     | 96–92 |
| 6   | ratiopharm Ulm           | 10 | 1 | 9 | 793 | 864 | −71  |                         | 79–92 | 87–99 | 63–78 | 67–70 | 103–89 | —     |       |

### Gruppo B
| Pos | Squadra                    | G  | V | P | PF  | PS  | DP  | Qualificazione          |       | URV   | PAR   | TOF   | RYT   | LOK   | CSP   |
| --- | -------------------------- | -- | - | - | --- | --- | --- | ----------------------- | ----- | ----- | ----- | ----- | ----- | ----- | ----- |
| 1   | Umana Reyer Venezia        | 10 | 8 | 2 | 759 | 713 | +46 | Qualificate alle Top 16 |       | —     | 63–66 | 76–65 | 76–74 | 66–61 | 93–85 |
| 2   | Partizan NIS Belgrado      | 10 | 7 | 3 | 767 | 722 | +45 | Qualificate alle Top 16 |       | 69–83 | —     | 93–80 | 86–81 | 80–71 | 77–58 |
| 3   | Tofaş Bursa                | 10 | 5 | 5 | 804 | 822 | −18 | Qualificate alle Top 16 |       | 73–80 | 82–72 | —     | 91–81 | 92–90 | 84–71 |
| 4   | Rytas Vilnius              | 10 | 4 | 6 | 800 | 811 | −11 | Qualificate alle Top 16 |       | 72–81 | 61–66 | 99–83 | —     | 92–86 | 92–78 |
| 5   | Lokomotiv Kuban' Krasnodar | 10 | 4 | 6 | 797 | 780 | +17 |                         |       | 77–63 | 83–76 | 69–72 | 82–87 | —     | 86–75 |
| 6   | Limoges CSP                | 10 | 2 | 8 | 748 | 827 | −79 |                         | 71–78 | 60–82 | 91–82 | 82–61 | 77–92 | —     |       |

### Gruppo C
| Pos | Squadra                     | G  | V | P | PF  | PS  | DP  | Qualificazione          |       | UNK   | BRE   | DTI    | CJB   | NTR   | OLI    |
| --- | --------------------------- | -- | - | - | --- | --- | --- | ----------------------- | ----- | ----- | ----- | ------ | ----- | ----- | ------ |
| 1   | UNICS Kazan'                | 10 | 6 | 4 | 783 | 775 | +8  | Qualificate alle Top 16 |       | —     | 77–63 | 71–68  | 86–74 | 72–79 | 80–67  |
| 2   | Germani Brescia Leonessa    | 10 | 6 | 4 | 705 | 725 | −20 | Qualificate alle Top 16 |       | 84–75 | —     | 35–61  | 87–83 | 85–78 | 78–71  |
| 3   | Darüşşafaka Tekfen Istanbul | 10 | 5 | 5 | 746 | 708 | +38 | Qualificate alle Top 16 |       | 77–79 | 61–70 | —      | 92–86 | 72–65 | 72–76  |
| 4   | Joventut Badalona           | 10 | 5 | 5 | 838 | 834 | +4  | Qualificate alle Top 16 |       | 90–73 | 81–68 | 85–82  | —     | 79–77 | 101–81 |
| 5   | Nanterre 92                 | 10 | 4 | 6 | 792 | 809 | −17 |                         |       | 92–94 | 65–73 | 68–82  | 85–78 | —     | 90–87  |
| 6   | Cedevita Olimpija Ljubljana | 10 | 4 | 6 | 799 | 812 | −13 |                         | 81–76 | 73–62 | 73–79 | 103–81 | 87–93 | —     |        |

### Gruppo D
| Pos | Squadra                           | G  | V | P | PF  | PS  | DP  | Qualificazione          |       | UNI   | GAL   | EWE    | TRE    | BUD    | ARK   |
| --- | --------------------------------- | -- | - | - | --- | --- | --- | ----------------------- | ----- | ----- | ----- | ------ | ------ | ------ | ----- |
| 1   | Unicaja Malaga                    | 10 | 7 | 3 | 845 | 774 | +71 | Qualificate alle Top 16 |       | —     | 88–83 | 108–68 | 93–74  | 83–70  | 91–69 |
| 2   | Galatasaray Doğa Sigorta Istanbul | 10 | 6 | 4 | 813 | 792 | +21 | Qualificate alle Top 16 |       | 91–80 | —     | 92–79  | 76–81  | 84–83  | 92–73 |
| 3   | EWE Baskets Oldenburg             | 10 | 6 | 4 | 840 | 850 | −10 | Qualificate alle Top 16 |       | 91–78 | 79–72 | —      | 108–88 | 102–99 | 74–78 |
| 4   | Dolomiti Energia Trento           | 10 | 5 | 5 | 797 | 817 | −20 | Qualificate alle Top 16 |       | 88–76 | 64–70 | 91–81  | —      | 69–76  | 80–91 |
| 5   | Budućnost VOLI Podgorica          | 10 | 3 | 7 | 784 | 775 | +9  |                         |       | 81–82 | 94–78 | 83–85  | 68–77  | —      | 59–62 |
| 6   | Asseco Arka Gdynia                | 10 | 3 | 7 | 710 | 781 | −71 |                         | 59–66 | 78–83 | 61–73 | 78–85  | 61–78  | —      |       |

## Top 16
Le 16 squadre che hanno superato la Regular Season, verranno suddivise in 4 raggruppamenti formati da 4 squadre che si affronteranno in un girone all'italiana.
Solo la vincitrice e la seconda qualificata di ogni girone si qualificheranno ai playoff, mentre le altre due squadre verranno eliminate.

### Gruppo E
| Pos | Squadra                     | G | V | P | PF  | PS  | DP  | Qualificazione                  |       | PAR   | VIR    | DTI   | TRE   |
| --- | --------------------------- | - | - | - | --- | --- | --- | ------------------------------- | ----- | ----- | ------ | ----- | ----- |
| 1   | Partizan NIS Belgrado       | 6 | 5 | 1 | 489 | 418 | +71 | Qualificate ai quarti di finale |       | —     | 99–81  | 69–57 | 91–75 |
| 2   | Segafredo Virtus Bologna    | 6 | 4 | 2 | 519 | 488 | +31 | Qualificate ai quarti di finale |       | 82–84 | —      | 83–72 | 94–70 |
| 3   | Darüşşafaka Tekfen Istanbul | 6 | 3 | 3 | 458 | 464 | −6  |                                 |       | 65–63 | 96–106 | —     | 73–69 |
| 4   | Dolomiti Energia Trento     | 6 | 0 | 6 | 413 | 509 | −96 |                                 | 58–83 | 67–73 | 74–95  | —     |       |

### Gruppo F
| Pos | Squadra                  | G | V | P | PF  | PS  | DP  | Qualificazione                  |       | PRO   | URV   | BRE   | EWE   |
| --- | ------------------------ | - | - | - | --- | --- | --- | ------------------------------- | ----- | ----- | ----- | ----- | ----- |
| 1   | Promitheas Patras        | 6 | 4 | 2 | 440 | 383 | +57 | Qualificate ai quarti di finale |       | —     | 68–70 | 67–56 | 81–70 |
| 2   | Umana Reyer Venezia      | 6 | 4 | 2 | 452 | 462 | −10 | Qualificate ai quarti di finale |       | 52–70 | —     | 68–60 | 82–78 |
| 3   | Germani Brescia Leonessa | 6 | 2 | 4 | 421 | 441 | −20 |                                 |       | 63–57 | 88–93 | —     | 70–67 |
| 4   | EWE Baskets Oldenburg    | 6 | 2 | 4 | 474 | 501 | −27 |                                 | 72–97 | 98–87 | 89–84 | —     |       |

### Gruppo G
| Pos | Squadra                           | G | V | P | PF  | PS  | DP  | Qualificazione                  |       | ASM   | UNK   | RYT   | GAL   |
| --- | --------------------------------- | - | - | - | --- | --- | --- | ------------------------------- | ----- | ----- | ----- | ----- | ----- |
| 1   | AS Monaco                         | 6 | 4 | 2 | 494 | 443 | +51 | Qualificate ai quarti di finale |       | —     | 85–60 | 86–61 | 73–85 |
| 2   | UNICS Kazan'                      | 6 | 3 | 3 | 481 | 483 | −2  | Qualificate ai quarti di finale |       | 78–84 | —     | 82–69 | 94–69 |
| 3   | Rytas Vilnius                     | 6 | 3 | 3 | 468 | 482 | −14 |                                 |       | 80–75 | 86–91 | —     | 83–75 |
| 4   | Galatasaray Doğa Sigorta Istanbul | 6 | 2 | 4 | 471 | 506 | −35 |                                 | 79–91 | 90–76 | 73–89 | —     |       |

### Gruppo H
| Pos | Squadra           | G | V | P | PF  | PS  | DP  | Qualificazione                  |       | UNI    | TOF   | CJB   | MBA   |
| --- | ----------------- | - | - | - | --- | --- | --- | ------------------------------- | ----- | ------ | ----- | ----- | ----- |
| 1   | Unicaja Malaga    | 6 | 4 | 2 | 510 | 500 | +10 | Qualificate ai quarti di finale |       | —      | 76–68 | 90–84 | 84–75 |
| 2   | Tofaş Bursa       | 6 | 4 | 2 | 493 | 479 | +14 | Qualificate ai quarti di finale |       | 84–82  | —     | 91–76 | 97–94 |
| 3   | Joventut Badalona | 6 | 3 | 3 | 528 | 528 | 0   |                                 |       | 101–86 | 88–84 | —     | 90–87 |
| 4   | MoraBanc Andorra  | 6 | 1 | 5 | 497 | 521 | −24 |                                 | 88–92 | 63–69  | 90–89 | —     |       |

## Statistiche
Aggiornate al 6 marzo 2020.

### Statistiche individuali

#### Valutazione
|    | Giocatore     | Squadra       | Partite | Valutazione | PIR   |
| -- | ------------- | ------------- | ------- | ----------- | ----- |
| 1. | E. McCollum   | UNICS Kazan'  | 16      | 326         | 20.38 |
| 2. | R. Mahalbašić | EWE Oldenburg | 15      | 319         | 21.27 |
| 3. | D.Williams    | Tofaş Bursa   | 15      | 289         | 18.06 |

Fonte: (EN) Statistics, in EuroCup.

#### Rimbalzi
|    | Giocatore   | Squadra     | Partite | Rimbalzi | RPG  |
| -- | ----------- | ----------- | ------- | -------- | ---- |
| 1. | D. Williams | Tofaş Bursa | 16      | 130      | 8.13 |
| 2. | J. Hamilton | Darüşşafaka | 15      | 121      | 8.07 |
| 3. | Z. Auguste  | Galatasaray | 16      | 114      | 7.13 |

Fonte: (EN) Statistics, in EuroCup.

#### Punti
|    | Giocatore   | Squadra           | Partite | Punti | PPG   |
| -- | ----------- | ----------------- | ------- | ----- | ----- |
| 1. | E. McCollum | UNICS Kazan'      | 16      | 274   | 17.13 |
| 2. | M. Teodosić | Virtus Bologna    | 15      | 267   | 17.80 |
| 3. | K. Prepelič | Joventut Badalona | 15      | 255   | 17.00 |

Fonte: (EN) Statistics, in EuroCup.

#### Assist
|    | Giocatore   | Squadra        | Partite | Assist | APG  |
| -- | ----------- | -------------- | ------- | ------ | ---- |
| 1. | A. Craft    | Aquila Trento  | 15      | 103    | 6.87 |
| 2. | S. Marković | Virtus Bologna | 16      | 93     | 5.81 |
| 3. | C. Hannah   | Andorra        | 16      | 84     | 5.25 |

Fonte: (EN) Statistics, in EuroCup.

#### Altre statistiche
| Categoria      | Giocatore       | Squadra                  | Partite | Media  |
| -------------- | --------------- | ------------------------ | ------- | ------ |
| Palle rubate   | Aaron Craft     | Dolomiti Energia Trento  | 15      | 2.73   |
| Stoppate       | William Mosley  | Partizan NIS Belgrado    | 16      | 1.44   |
| Palle perse    | Miloš Teodosić  | Segafredo Virtus Bologna | 15      | 3.33   |
| Falli subiti   | Errick McCollum | UNICS Kazan'             | 16      | 6.81   |
| Minuti giocati | Aaron Harrison  | Galatasaray              | 16      | 497:47 |
| % tiri liberi  | Clevin Hannah   | MoraBanc Andorra         | 16      | 93.33% |
| % tiro da due  | William Mosley  | Partizan                 | 16      | 77.36% |
| % tiro da tre  | Derek Willis    | Ulma                     | 9       | 57.14% |

#### Migliori prestazioni individuali
| Categoria    | Giocatore          | Squadra                     | Statistica | Avversario                                      |
| ------------ | ------------------ | --------------------------- | ---------- | ----------------------------------------------- |
| Valutazione  | Klemen Prepelič    | Joventut Badalona           | 45         | Tofaş Bursa (22 gen. 2020)                      |
| Punti        | Alessandro Gentile | Dolomiti Energia Trento     | 37         | Asseco Arka Gdynia (11 dic. 2019)               |
| Punti        | Klemen Prepelič    | Joventut Badalona           | 37         | Tofaş Bursa (22 gen. 2020)                      |
| Rimbalzi     | Jarrod Jones       | Darüşşafaka Tekfen Istanbul | 17         | Dolomiti Energia Trento (4 feb. 2020)           |
| Assist       | Clevin Hannah      | MoraBanc Andorra            | 13         | Segafredo Virtus Bologna (20 nov. 2019)         |
| Assist       | Barış Ermiş        | Tofaş Bursa                 | 13         | Joventut Badalona (28 gen. 2020)                |
| Palle rubate | Aaron Craft        | Dolomiti Energia Trento     | 5          | Galatasaray Doğa Sigorta Istanbul (1 ott. 2019) |
| Palle rubate | Eimantas Bendžius  | Rytas Vilnius               | 5          | Partizan NIS Belgrado (15 ott. 2019)            |
| Palle rubate | Anthony Clemmons   | AS Monaco                   | 5          | Maccabi Rishon LeZion (16 ott. 2019)            |
| Palle rubate | Vincent Sanford    | Limoges CSP                 | 5          | Lokomotiv Kuban' Krasnodar (16 ott. 2019)       |
| Palle rubate | Tarik Phillip      | Tofaş Bursa                 | 5          | Rytas Vilnius (23 ott. 2019)                    |
| Palle rubate | Sammy Mejía        | Tofaş Bursa                 | 5          | Lokomotiv Kuban' Krasnodar (30 ott. 2019)       |
| Palle rubate | Stefan Marković    | Segafredo Virtus Bologna    | 5          | Maccabi Rishon LeZion (13 nov. 2019)            |
| Palle rubate | Aaron Craft        | Dolomiti Energia Trento     | 5          | Partizan NIS Belgrado (4 mar. 2020)             |
| Stoppate     | Mitchell Watt      | Umana Reyer Venezia         | 4          | Rytas Vilnius (29 ott. 2019)                    |
| Stoppate     | Alan Williams      | Lokomotiv Kuban' Krasnodar  | 4          | Tofaş Bursa (30 ott. 2019)                      |
| Stoppate     | Taylor Smith       | Nanterre 92                 | 4          | Joventut Badalona (6 nov. 2019)                 |
| Stoppate     | Hassan Martin      | Budućnost VOLI Podgorica    | 4          | Dolomiti Energia Trento (12 nov. 2019)          |
| Stoppate     | Muhsin Yaşar       | Tofaş Bursa                 | 4          | Partizan NIS Belgrado (13 nov. 2019)            |
| Stoppate     | Johnny Hamilton    | Darüşşafaka Tekfen Istanbul | 4          | Joventut Badalona (20 nov. 2019)                |
| Stoppate     | William Mosley     | Partizan NIS Belgrado       | 4          | Rytas Vilnius (20 nov. 2019)                    |
| Stoppate     | D.J. White         | Tofaş Bursa                 | 4          | Rytas Vilnius (10 dic. 2019)                    |

### Statistiche di squadra
| Categoria     | Squadra                  | Media  |
| ------------- | ------------------------ | ------ |
| Valutazione   | Segafredo Virtus Bologna | 98.38  |
| Punti         | Joventut Badalona        | 85.38  |
| Punti subiti  | Joventut Badalona        | 85.13  |
| Rimbalzi      | Segafredo Virtus Bologna | 38.31  |
| Assist        | Segafredo Virtus Bologna | 21.19  |
| Palle rubate  | EWE Baskets Oldenburg    | 8.69   |
| Stoppate      | Partizan NIS Belgrado    | 3.88   |
| Palle perse   | Segafredo Virtus Bologna | 16.31  |
| % tiri liberi | ratiopharm Ulm           | 80.98% |
| % tiro da due | MoraBanc Andorra         | 59.25% |
| % tiro da tre | Limoges CSP              | 41.26% |

Fonte: (EN) Statistics, su eurocupbasketball.com, EuroCup.

## Premi

### Regular Season MVP
| Giocatore      | Squadra                  | Note  |
| -------------- | ------------------------ | ----- |
| Miloš Teodosić | Segafredo Virtus Bologna | [ 2 ] |

### Miglior giocatore della giornata
| Giornata | Giocatore          | Squadra                           | PIR | Note   |
| -------- | ------------------ | --------------------------------- | --- | ------ |
| 1        | Chris Babb         | Promitheas Patras                 | 29  | [ 3 ]  |
| 1        | Kenny Chery        | Nanterre 92                       | 29  | [ 3 ]  |
| 1        | Greg Whittington   | Galatasaray Doğa Sigorta Istanbul | 29  | [ 3 ]  |
| 2        | Rade Zagorac       | Partizan NIS Belgrado             | 35  | [ 4 ]  |
| 3        | Alex Hamilton      | Maccabi Rishon LeZion             | 38  | [ 5 ]  |
| 4        | Errick McCollum    | UNICS Kazan'                      | 41  | [ 6 ]  |
| 5        | Zoran Dragić       | ratiopharm Ulm                    | 30  | [ 7 ]  |
| 5        | Derek Willis       | ratiopharm Ulm                    | 30  | [ 7 ]  |
| 6        | Mitchell Watt      | Umana Reyer Venezia               | 37  | [ 8 ]  |
| 7        | Hassan Martin      | Budućnost VOLI Podgorica          | 29  | [ 9 ]  |
| 7        | Sammy Mejía        | Tofaş Bursa                       | 29  | [ 9 ]  |
| 8        | Michael Bramos     | Umana Reyer Venezia               | 28  | [ 10 ] |
| 8        | Tyler Larson       | EWE Baskets Oldenburg             | 28  | [ 10 ] |
| 9        | Alessandro Gentile | Dolomiti Energia Trento           | 39  | [ 11 ] |
| 10       | James Kelly        | Maccabi Rishon LeZion             | 40  | [ 12 ] |

### Top 16 MVP
| Giocatore      | Squadra     | Note   |
| -------------- | ----------- | ------ |
| Devin Williams | Tofaş Bursa | [ 13 ] |

### Miglior giocatore della giornata
| Giornata | Giocatore             | Squadra               | PIR | Note   |
| -------- | --------------------- | --------------------- | --- | ------ |
| 1        | Rašid Mahalbašić      | EWE Baskets Oldenburg | 38  | [ 14 ] |
| 2        | Deon Thompson         | Unicaja Malaga        | 27  | [ 15 ] |
| 3        | Klemen Prepelič       | Joventut Badalona     | 45  | [ 16 ] |
| 4        | Loukas Maurokefalidīs | Promitheas Patras     | 37  | [ 17 ] |
| 5        | Corey Walden          | Partizan NIS Belgrado | 33  | [ 18 ] |
| 6        | Devin Williams        | Tofaş Bursa           | 32  | [ 19 ] |